# Alan Gasperoni
Alan Gasperoni (Borgo Maggiore, 11 giugno 1984) è un giornalista e dirigente sportivo sammarinese.

## Biografia
Sposato con Martina, vive nel Castello di Montegiardino. Diplomato geometra, da sempre appassionato di giornalismo e sport, collaboratore fin dall'adolescenza di testate  e radio locali ha fondato, nell'aprile 2007 lo Sportivo.sm, l'unico quotidiano sportivo sammarinese di cui è stato direttore ed editore attraverso l'azienda SportAgency.sm fino all'ottobre 2014. Nel ruolo di addetto stampa della Federazione Sammarinese Giuoco Calcio ha preso parte a numerose partite di qualificazione a Campionati del Mondo ed Europei, nel ruolo di responsabile della comunicazione del Comitato Olimpico Nazionale Sammarinese ha preso parte a tre edizioni dei Giochi Olimpici Estivi (Londra 2012, Rio 2016, Tokyo 2020) e a due edizioni dei Giochi Olimpici Invernali (Sochi 2014 e PyeongChang 2018).
È stato a lungo Presidente dell'Associazione Sportiva La Fiorita 1967 che ha lasciato nel 2018.
Attualmente fa parte del team che cura la comunicazione del Congresso di Stato della Repubblica di San Marino.

## La carriera professionale
Dopo alcune esperienze di collaborazione con media locali nel 2007 sceglie di svolgere la professione del giornalista. Il 21 aprile del 2007 fonda lo Sportivo.sm che sarà in edicola con il numero 1 esattamente un mese dopo. I suoi collaboratori principali sono stati Alen Bollini, Samuele Guiducci, Elisa Gianessi, Roberto Chiesa e Luca Alberto Montanari. L'esperienza a loSportivo.sm si concluderà nel 2014 quando sceglierà di proseguire nel ruolo di addetto stampa per enti sportivi e aziende.
A soli 14 anni (1998) l'esordio su Radio San Marino quale cronista del programma Radio Stadio dove rimase attivo fino al 2008. Negli stessi anni collaborò con i quotidiani La Voce di Romagna e La Tribuna Sammarinese. Nel 2009 e 2010 è stato ospite fisso del TG del lunedì mattina di San Marino RTV per il commento della rassegna stampa sportiva. Nel 2012 è stato ospite di Diretta Stadio sul canale Italia 7 Gold, è apparso in trasmissioni di Rai, Sky e Mediaset nel ruolo di giornalista, opinionista o ospite. In un programma condotto da Roberto Chiesa (Non solo Lato B) su San Marino RTV dedicato al Campionato di Calcio di Serie B ha rivestito il ruolo di opinionista.
Contemporaneamente al ruolo di giornalista e direttore de lo Sportivo.sm dal giugno 2009 ha assunto il ruolo di direttore dell'Ufficio Stampa del Comitato Olimpico Nazionale Sammarinese. Nel 2014 ha ceduto la testata lo Sportivo.sm per assumere il ruolo di responsabile del marketing e della comunicazione di Asset Banca SpA, istituto bancario sammarinese, incarico lasciato nell'agosto 2016 per tornare a tempo alla guida dell'Ufficio Stampa del Comitato Olimpico Nazionale Sammarinese in occasione dei Giochi Olimpici di Rio 2016. Dal 2008 al 2013 è stato responsabile dell'Ufficio Stampa della Federazione Sammarinese Giuoco Calcio. Dal 2014 al 2016 ha ricoperto il ruolo di addetto stampa della Federazione Sammarinese Tennis e degli Internazionali di Tennis di San Marino. Dal 2018 ad oggi è addetto stampa della Federazione Sammarinese Atletica Leggera. Ha seguito la comunicazione di alcuni club di calcio e di alcuni team di auto e moto.
Ha preso parte, nel ruolo di Capo Ufficio Stampa del Comitato Olimpico Nazionale Sammarinese a tre edizioni dei Giochi dei Piccoli Stati d'Europa, tre edizioni dei Giochi del Mediterraneo (Tarragona2018, Mersin 2013 e Pescara 2009) ai Giochi Europei di Baku 2015 e a quattro edizioni dei Giochi Olimpici: London 2012, Sochi 2014, Rio 2016 e PyeongChang 2018. Nel 2016 ha ideato per l'agenzia di comunicazione GDG di San Marino, la campagna di comunicazione per i Giochi dei Piccoli Stati d'Europa 2017 vincendo il bando indetto dal Comitato Olimpico e aggiudicandosi l'incarico di responsabile della comunicazione. Per il ruolo ricoperto durante i Giochi di San Marino 2017 gli è stata assegnata la Fiamma d'oro, massima onorificenza sammarinese per chi è impegnato nel mondo sportivo (non atleta).
Nel ruolo di responsabile dell'Ufficio Stampa della Federazione Sammarinese Giuoco Calcio (prima ancora è stato accompagnatore) ha preso parte ad oltre 70 partite internazionali di calcio delle Nazionali della Repubblica di San Marino fra le quali quelle contro Germania, Svezia, Spagna, Olanda e Italia.
Ha rappresentato la Repubblica di San Marino alle edizioni 2014, 2015 e 2016 del UEFA Best Players Awards a Montecarlo.
Nel 2016 è stato nominato al Thinking Football Film Festival a Bilbao.
Nel novembre del 2016 è balzato alle cronache per aver scritto una "lettera in 10 punti" con la quale rispondeva al calciatore tedesco Thomas Muller che aveva definito "inutili" le partite contro le piccole Nazionali come quella sammarinese. Il suo post, inizialmente pubblicato su Facebook, ha raggiunto ogni angolo del mondo con traduzioni in giapponese, arabo e russo. Articoli riguardanti la polemica sono apparsi sui maggiori media spagnoli, tedeschi, italiani, inglesi, russi, arabi, brasiliani, statunitensi, russi, giapponesi e australiani. In seguito a quell'iniziativa ha aperto una pagina Facebook nella quale racconta le avventure del calcio sammarinese "Il calcio dei piccoli".
Ha lasciato il Comitato Olimpico Nazionale Sammarinese nel dicembre 2018 e dopo aver curato le Pubbliche Relazioni di un'azienda impegnata nella produzione di dispositivi medici dal giugno del 2020 segue la comunicazione di aziende private, sportive e istituzioni. Dal 2020 cura la comunicazione del Congresso di Stato della Repubblica di San Marino.

## La carriera sportiva
È stato dirigente dell'Associazione Sportiva La Fiorita 1967 di Montegiardino (San Marino) dal 2000 quando entrò a far parte del Consiglio d'Amministrazione grazie ad una deroga (era ancora minorenne). Dal 2006 al 2010 ricopre il ruolo di segretario generale della società, nel febbraio 2010 viene eletto presidente, ruolo che ricopre fino alle dimissioni dell'agosto 2018.
Da presidente della Fiorita 1967 vince la Coppa Titano 2011/2012, 2012/2013, 2015/2016 e 2017/2018, il Campionato sammarinese 2013/2014, 2016/2017 e 2017/2018 oltre alla Supercoppa 2012 e 2018 (aveva vinto un Trofeo Federale nel 2007 da Segretario Generale). Guida la società di Montegiardino, il più piccolo Castello della Repubblica di San Marino, in sette edizioni delle competizioni internazionali UEFA per club. La UEFA Europa League 2012/2013 (in Lettonia contro il Metalurg), 2013/2014 (a Malta contro il Valletta) e 2015/2016 (in Liechtenstein contro il Vaduz) e la UEFA Champions League 2014/2015 (in Estonia contro il Levadia Tallin). La quinta in Ungheria contro il Debrecen e in seguito quelle contro il Linfield e il Lincoln Red Imps in Champions League. Ha organizzato per la Fiorita le amichevoli contro Siena, Torino, Bologna, Verona e Fiorentina.
Dal 2001 al 2008 è stato accompagnatore ufficiale della Nazionale di Calcio di San Marino.
Nell'estate 2022 ha collaborato per la prima volta con il Tre Fiori per gli impegni di UEFA Conference League, ora è responsabile della comunicazione e dell'organizzazione dello United Riccione, squadra di Serie D italiana.